# Grocka
Grocka (serbisch Гроцка, sprich: Grotzka) ist ein Vorstadtbezirk von Belgrad in Serbien.
Der Stadtbezirk Grocka ist einer der insgesamt 17 Belgrader Stadtbezirke (10 Stadtbezirke und 7 Vorstadtbezirke). Grocka umfasst eine Fläche von 289,23 km² und hat 78.028 Einwohner (Schätzung zum 31. Dezember 2004). Die Stadt liegt am Ufer der Donau, etwa 20 Kilometer südöstlich des Stadtzentrums von Belgrad. In Grocka gibt es eine Hauptstraße im „alten Stil“ mit vielen Boutiquen und Cafés, welche als Fußgängerzone ausgebaut ist. Das Klima der Gegend prädestiniert das Gebiet für den Obstanbau, speziell Erdbeeren, Trauben und Pflaumen. Viele Belgrader verbringen hier am Stadtrand von Grocka ihre Freizeit in Wochenendhäusern. Zu Grocka gehört auch die Siedlung Vinča mit der einer bedeutenden archäologischen Fundstätte der Vinča-Kultur.

## Geschichte
Der Name der gegenwärtigen Ortschaft wird erstmals 878 unter der slawischen Bezeichnung Gardec erwähnt und war Teil des Donaulimes, welcher zum Teil noch erhalten ist. Zur Zeit der osmanischen Verwaltung (nach der Volkszählung von 1528) nannte sich die Siedlung Hisarlik. Am 22. Juli 1739 fand während des Russisch-Österreichischen Türkenkrieges (1736–1739) die Schlacht bei Grocka statt. 
Der Bezirk wurde 1955 gegründet, als er der Gemeinschaft der Belgrader Stadtbezirke beitrat. Der Ehrentag ist der 17. Oktober, der Jahrestag der Befreiung Grockas im Zweiten Weltkrieg 1944.